# Jim Paxson Sr.
James Edward "Jim" Paxson (Springfield, Ohio, 19 de diciembre de 1932-Dayton, Ohio, 28 de octubre de 2014) fue un baloncestista estadounidense que disputó 2 temporadas en la NBA. Con 1,98 metros de estatura, jugaba en la posición de alero. Era el padre de dos exjugadores y general managers de la liga profesional, Jim y John.

## Trayectoria deportiva

### Universidad
Jugó durante 3 temporadas con los Flyers de la Universidad de Dayton, entre 1951 y 1956, perdiéndose dos temporadas completas por lesión. A lo largo de su carrera colegial promedió 11,1 puntos por partido. Ayudó a su equipo a llegar a la final del NIT en 1952 y 1956. Ese último año ganó el premio White Allen Most Valuable Player y el trofeo Alex Schoen Memorial Free Throw.

### Profesional
Fue elegido en la tercera posición del Draft de la NBA de 1956 por Minneapolis Lakers, donde en su primera temporada como profesional promedió 6,3 puntos y 3,7 rebotes por partido. Al año siguiente fue traspasado a Cincinnati Royals, donde se ganó el puesto de titular, promediando 9,8 puntos y 5,2 rebotes. A pesar de ello, esa fue su última temporada como profesional. En el total de su corta carrera promedió 8,0 puntos y 4,5 rebotes por noche.

## Estadísticas de su carrera en la NBA

### Temporada regular
| Temporada | Edad | Equipo             | Liga | P   | TIT | MIN  | TC  | TCA | %TC  | 3P | 3PA | %3P | TL  | TLA | %TL  | R.OF. | R.DEF. | REB | ASIS | ROB | TAP | PER | FP  | PTS |
| 1956-57   | 24   | Minneapolis Lakers | NBA  | 71  |     | 17.9 | 1.9 | 6.8 | .285 |    |     |     | 2.4 | 3.3 | .720 |       |        | 3.7 | 1.2  |     |     |     | 2.3 | 6.3 |
| 1957-58   | 25   | Cincinnati Royals  | NBA  | 67  |     | 26.8 | 3.4 | 9.5 | .352 |    |     |     | 3.1 | 4.3 | .733 |       |        | 5.2 | 2.1  |     |     |     | 2.7 | 9.8 |
| Total     |      |                    | NBA  | 138 |     | 22.2 | 2.6 | 8.1 | .323 |    |     |     | 2.7 | 3.8 | .727 |       |        | 4.5 | 1.6  |     |     |     | 2.5 | 8.0 |

### Playoffs
| Temp.   | Edad | Equipo             | Liga | P | MIN | TCA | TC | 3PA | 3P | TLA | TL | R.OF. | REB | ASIS | ROB | TAP | PER | FP | PTS | %TC  | %3P | %FT  | MIN  | PTS | REB | AST |
| 1956-57 | 24   | Minneapolis Lakers | NBA  | 5 | 54  | 9   | 27 |     |    | 7   | 14 |       | 14  | 3    |     |     |     | 4  | 25  | .333 |     | .500 | 10.8 | 5.0 | 2.8 | 0.6 |
| 1957-58 | 25   | Cincinnati Royals  | NBA  | 2 | 30  | 3   | 20 |     |    | 6   | 8  |       | 8   | 5    |     |     |     | 7  | 12  | .150 |     | .750 | 15.0 | 6.0 | 4.0 | 2.5 |
| Total   |      |                    | NBA  | 7 | 84  | 12  | 47 |     |    | 13  | 22 |       | 22  | 8    |     |     |     | 11 | 37  | .255 |     | .591 | 12.0 | 5.3 | 3.1 | 1.1 |